# Рассел Беннок
Рассел Вільям Беннок   (при народжені Багнюк ;  1 листопада 1919 - 4 січня 2020) — канадський ас-винищувач під час Другої світової війни.

## Ранні роки
Беннок народився в Едмонтоні в 1919 році. Батьки Рассела мали прізвище Багнюк і мешкали в підавстрійській Галичині. Авіаційний музей канадської провінції Альберта на своєму сайті називає їх вихідцями зі села Стремільче, поруч із яким до Першої світової війни пролягав кордон між Австро-Угорською та Російською імперіями.
Після закінчення середньої школи в 17-річному віці він поїхав на північ Канади, до міста Єллоунайф, де влаштувався вантажником на річковому пароплаві, а потім – робітником гірничодобувної промисловості. Але найближчої зими повернувся до Едмонтона, щоб отримати ліцензію пілота в місцевому аероклубі. Він опанував літаки-біплани De Havilland DH.60 Moth, Fleet Flawn і новий моноплан Luscombe 8, після чого працював другим пілотом у авіакомпанії Yukon Southern Air Transport. 

## Друга Світова війна
Після вступу до лав Королівських ВПС Канади (RCAF) Беннок отримав крила пілота в 1940 році і був призначений льотчиком-інструктором в Трентоні, Онтаріо.  У вересні 1942 року Беннок став головним інструктором Школи льотних інструкторів в  Арнпрайорі (провінція Онтаріо).За цей час налітав понад 2 тисячі годин, підготував близько 150 пілотів і дослужився до звання сквадрон-лідера (майора).  На початку 1944-го прохання Беннока нарешті задовольнили, і 24 лютого він прибув до Великої Британії, де пройшов підготовку на нічному винищувачі De Havilland Mosquito. Отримав позивний “Расс” (“Russ”). 10 червня його призначили до складу 418-ї ескадрильї Королівських повітряних сил Канади. Другим членом екіпажу літака став штурман-оператор шотландець Роберт Брюс. 
Він швидко проявив себе вправним у цій операції та домігся своїх перших перемог. У жовтні 1944 року він отримав звання командира крила і прийняв командування ескадроном. Беннок також виконував операції "Дайвер" проти німецьких Фау-1, запущених на Лондон та південь Англії. В одній місії він за одну годину збив чотири Фау-1. До його визначних літаючих хрестів (DFC) була додана планка для його місій проти V-1.
Беннок був переведений в звання командуючого офіцера № 406 ескадрильї RCAF у листопаді 1944 року і нагороджений орденом «За видатні заслуги»" (DSO). До квітня 1945 року Беннок знищив 11 літаків противника (у тому числі 2 на землі), 4 пошкодив у повітрі і 19 літаків Фау-1. Під його командуванням до завершення війни в Європі льотчики ескадрильї заявили про 80 збитих німецьких літаків при втраті лише 7 своїх.  Беннок став керівником оперативного управління штабу RCAF за кордоном , в Лондоні з травня 1945 р. по вересень 1945 р., коли він відвідував Королівський коледж штабу ВПС. 

## Після Другої світової війни
Звільнившись з Королівських ВПС Канади в 1946 році, Беннок приєднався до авіакомпанії de Havilland Canada Aircraft в якості головного пілота-випробувача, літаючи на зразках, таких як De Havilland Canada DHC-2 Beaver, та різних літаках з коротким зльотом та посадкою. Тут він зробив дуже успішну кар’єру, ставши директором із військових поставок, віцепрезидентом та, зрештою, президентом і головним виконавчим директором компанії (з 1976-го до 1978-го).У 1956 році Беннок був призначений співробітником Канадського аеронавігаційного інституту. Також очолював Канадську асоціацію пілотів-винищувачів, Канадську асоціацію експортерів і низку інших організацій. 1968 року заснував власний консалтинговий бізнес – фірму Bannock Aerospace Limited. 1983 року був введений до Канадської зали слави авіації. 
Він одружився з Норою Квін. Подружжя мало чотирьох дітей, одинадцятьох онуків і п’ятьох правнуків. Дружина померла у 2014-му.  
Наприкінці 1990-их його навігатор часів війни Роберт Брюс записав свою симфонію в сі-бемолі, присвячену Бенноку і частково натхненну нічними вильотами, які вони здійснили разом. У 2011 році він отримав орден Онтаріо "за внесок у аерокосмічну промисловість". Беннок помер у лікарні в Торонто у січні 2020 року у віці 100 років.